# Gensyn med Johannesburg
Gensyn med Johannesburg er en dansk dokumentarfilm fra 1996 med instruktion og manuskript af Anders Østergaard.

## Handling
To skuespillere, en sort og en hvid, som forlod Sydafrika efter den illegale indspilning af Henning Carlsens film Dilemma fra 1962, vender 30 år senere sammen med Henning Carlsen tilbage til landet, hvor apartheid officielt er afskaffet. Der krydsklippes med scener fra filmen Dilemma.